# Gangavalli
Gangavalli é uma panchayat (vila) no distrito de Salem, no estado indiano de Tamil Nadu.

## Geografia
Gangavalli está localizada a 11° 29′ N, 78° 39′ L. Tem uma altitude média de 292 metros (958 pés).

## Demografia
Segundo o censo de 2001,  Gangavalli  tinha uma população de 10,584 habitantes. Os indivíduos do sexo masculino constituem 50% da população e os do sexo feminino 50%. Gangavalli tem uma taxa de literacia de 60%, superior à média nacional de 59.5%: a literacia no sexo masculino é de 68% e no sexo feminino é de 51%. Em Gangavalli, 11% da população está abaixo dos 6 anos de idade.